# Cephalispa biloba
Cephalispa biloba är en tvåvingeart som beskrevs av Xiaolong Cui och Xue 1995. Cephalispa biloba ingår i släktet Cephalispa och familjen husflugor.
Artens utbredningsområde är Sichuan (Kina). Inga underarter finns listade i Catalogue of Life.